# Castello di Govone
Il castello di Govone si trova in provincia di Cuneo nel comune di Govone.
Fu una delle residenze della casa reale dei Savoia dal 1792 al 1870, dal 1997 è uno degli edifici parte del sito residenze sabaude iscritto alla lista del patrimonio dell'umanità UNESCO, è ora adibito a palazzo comunale.

## Storia
Nella posizione in cui sorge il castello, in cima alla collina, già in epoca medioevale si ergeva una fortezza.
Alla fine del XVII secolo i conti Solaro/Solari affidarono all'architetto Guarino Guarini i lavori di ampliamento e di abbellimento del castello. L'architetto preparò dei disegni ma non portò a termine il progetto. I lavori ripresero un secolo dopo da parte dell'architetto Benedetto Alfieri che li ultimò partendo proprio dai disegni del Guarini.
Il castello divenne proprietà di casa Savoia nel 1792 e dopo il periodo napoleonico fu scelto come residenza estiva insieme al castello ducale di Agliè.
Re Carlo Felice, assieme alla moglie Maria Cristina, fece completamente restaurare il castello agli inizi dell'Ottocento, sulla base di propri disegni. Analogamente si operò sull'adiacente parco dotato di giardino all'italiana.
Dalla fine dell'Ottocento il castello - che ha avuto una particolare notorietà per il soggiorno, avvenuto nel 1730, di Jean-Jacques Rousseau, al tempo appena entrato al servizio del conte Ottavio Solaro - è di proprietà del comune di Govone.
Dal 2007 fa parte del circuito degli 8 castelli, meglio noto come Castelli Doc. La rete dei castelli include i manieri di Grinzane Cavour, Barolo, Serralunga d'Alba, Govone, Magliano Alfieri, Roddi, Mango e Benevello.
È inoltre inserito nel circuito dei "Castelli Aperti" del Basso Piemonte.

## Descrizione
Come molte altre dimore storiche sabaude del Piemonte, è meta di visitatori richiamati specialmente dal monumentale e scenografico scalone d'onore a due rampe ricco di rilievi e telamoni che provengono dai giardini di Venaria Reale.
Alcune sale sono decorate da preziose carte cinesi; il salone da ballo è affrescato con scene riproducenti l'episodio mitologico di Niobe ad opera di Luigi Vacca e Fabrizio Sevesi. Degli stessi pittori sono gli affreschi del grande salone centrale che, con la tecnica trompe-l'œil, simulano la presenza di statue.